# Fax virtual
El término fax virtual o fax por internet se aplica al servicio que consiste en enviar y recibir sus propios fax utilizando distintos medios como el correo electrónico, una web o desde el Office de Microsoft y una conexión a internet, permite enviar y recibir faxes sin necesidad de disponer de los requerimientos tradicionales, como máquina de fax, línea telefónica, ni consumibles.
La principal diferencia con el fax tradicional radica en la manera de enviar y recibir faxes. Ahora ya no se necesita ni una línea física de conexión, ni una máquina física para poder enviar y recibir. El resultado es que se puede enviar y recibir faxes desde cualquier sitio, simplemente teniendo conexión a internet y un dispositivo capaz de abrir documentos tipo pdf, word, etc.

## Aspectos técnicos

### Lógica de funcionamiento
El fax virtual es básicamente un software que es capaz de utilizar el protocolo de comunicación de FAX. Esto es una capa superior o añadida a la comunicación de tipo módem. A lo largo de la historia del fax se desarrollaron muchos protocolos, cada uno intentaba ser más optimizado con el fin de aumentar la velocidad en la transmisión de datos.

### Compatibilidad de redes
La conexión entre el software y el hardware, que conecta con la línea física o PSTN, se realiza por diversos protocolos como el T.38 o con dispositivos físicos como los módem externos o internos (con los que se conectaba antiguamente a Internet dialup
Los documentos o la información que se transfiere por el protocolo T.30 o T.38 es el formato TIFF+G3. Este es un formato de bits, sin compresión y con una gama de grises y una resolución baja. Cuanto mayor es la resolución más minutos durará la llamada para entregar el fax, por eso se limitó la definición, incluso en los equipos de fax más modernos.

## Tipos de fax virtual
Existen básicamente tres tipos de servicios de fax.

### Servicios en Internet o en la nube
Los servicios de fax en línea no requieren de ningún software especial y por lo tanto son el más fácil acceso. Únicamente se requiere de un navegador web y una conexión a Internet. Si el servicio web cumple los Estándares web será accesible desde cualquier sistema operativo que cuente con un navegador relativamente moderno.
Los requisitos mínimos pueden variar de un servicio a otro. 
Cada proveedor ofrece una forma de pago, desde los servicios "pay-as-you-go" (pago por uso) hasta los de cuota mensual. Se debe elegir el proveedor dependiendo de la cantidad de envíos que se requiera realizar. Los servicios de pago por uso son ideales para uso ocasional y los de cuota mensual cuando se requiere de múltiples envíos por mes.

### Software
Son programas que se instalan en el ordenador. La mayor parte de los proveedores crean estos programas para las plataformas más populares como Windows o Mac OS X. Estos programas envían los documentos a los servidores del proveedor y estos envían el fax.
Este caso suele ser utilizado para envíos de gran volumen.

### Integrado con el correo electrónico
Son interfaces de correo integradas con la infraestructura del proveedor. Cuando el usuario envía un correo electrónico a una cuenta de correo concreta el proveedor lee el correo y lo convierte en formato fax. 
Este servicio es el más recomendable en caso de que se requiera enviar varios fax por mes, los proveedores que ofrecen esta integración suelen trabajar con suscripción mensual.

### En teléfono inteligente
Suelen ser aplicaciones integradas con servicios en la nube. Permiten enviar y recibir fax desde el propio teléfono.

## Recepción
Dependiendo el tipo de servicio podrá recibir el fax por diferentes canales. Casi siempre se muestran vía navegador, aplicación móvil o por correo electrónico convertido en formato PDF o JPEG para que sea de fácil visualización.

## Procedimiento de envío
El funcionamiento del fax virtual es sencillo. Varía un poco en función de la aplicación que utilicemos, pero en general, para enviar un fax, lo que tendremos que hacer será enviar un correo electrónico desde la cuenta de correo que previamente se ha indicado como cuenta asociada al servicio con un documento adjunto con el contenido que queramos enviar a nuestro destinatario.
Algunos de estos programas también ofrecen la posibilidad de integrarse en Office, ofreciendo a los usuarios la posibilidad de operar directamente desde cualquiera de los programas de Microsoft Office 2003 o superior.
Al utilizar el envío desde Office 2003 o superior es posible previsualizar el fax, tener una estimación previa de coste o utilizar la libreta de direcciones.
El documento adjunto en todos los casos, es compatible con los formatos más utilizados, como pueden ser:
| Tipo de documento                      | Extensión |
| -------------------------------------- | --------- |
| Microsoft Word                         | DOC, DOCX |
| Microsoft Excel                        | XLS, XLSX |
| Microsoft PowerPoint                   | PPT, PPTX |
| OpenDocument Text                      | ODT       |
| OpenDocument Spreadsheet               | ODS       |
| OpenOffice Writer                      | SXW       |
| OpenDocument Presentation              | ODP       |
| Adobe Portable Document Format         | PDF       |
| Adobe Postscript                       | PS        |
| Windows Bitmap                         | BMP       |
| Compuserve Graphics Interchange Format | GIF       |
| JPEG Joint Photography Experts Group   | JPG, JPEG |
| Tagged Image File Format (TIFF)        | TIF, TIFF |
| Encapsulated Postscript                | EPS       |
| Rich Text Format                       | RTF       |
| Plain Text                             | TXT       |

Normalmente, una vez enviado el documento al número de fax indicado en la dirección del correo electrónico, se obtiene un acuse de recibo indicando si el fax ha sido enviado correctamente. 
En el caso de que la comunicación no se finalice con éxito, se indicará en el correo de retorno el posible motivo, problemas de comunicación, documento adjunto no convertible, etc.

## Ventajas que ofrece el Fax virtual frente al Fax tradicional
- En lugar de recibir los faxes siempre en el sitio donde está la línea telefónica del fax, podrá enviar y recibir faxes desde cualquier sitio en el que tenga una conexión a Internet.
- No requiere de ningún tipo de instalación adicional, simplemente un navegador web y cliente de correo electrónico.
- Reducción de gastos en cuanto a máquinas dedicadas, mantenimiento y consumibles.
- Gestión centralizada de faxes a través de una cuenta de correo.
- Uso de una app móvil compatible con iPhone y Android.
- Ahorro en costes al no requerir de ningún tipo de línea de fax dedicada.
- Múltiple envío del mismo fax a varios destinatarios indicados en el “para” del mensaje de correo.
- Posibilidad de conservar su número de fax.
- Se podrá enviar y recibir faxes desde un dispositivo móvil (tipo Teléfono inteligente) que tenga acceso a su correo electrónico.
- Puede enviar imágenes o fotografías directamente como faxes.

## Seguridad
Una opción para aumentar la seguridad del servicio de FAX virtual es el  servicio de Fax certificado. Este servicio tiene el objetivo principal de incorporar en los envíos de fax un valor probatorio equivalente al Burofax Electrónico,  actúa como Tercero de Confianza (ley 34/2002 de 11 de julio y Directiva 2000/31/CE  https://www.boe.es/buscar/act.php?id=BOE-A-2002-13758 ).
Alguien distinto a las partes intervinientes en la transacción (emisor y destinatario del fax certificado) declara como testigo independiente, certificando que determinada transacción se ha realizado y custodiando las pruebas para futuros usos.

Destacan las siguientes ventajas:
• Acta de certificación en PDF firmado
• Custodia de faxes certificados (5 años)
• Interfaz web y SMTP
• Historial del fax certificado Auditoría de Accesos
• Testimonios notariales

El emisor del servicio  firma como tercero de confianza el acta de certificación de entrega del fax, agregando además un sello de tiempo.
Esto certifica el contenido, la fecha y la hora de cada fax certificado emitido, incluye una portada en la que indica su carácter de certificación.
El fax certificado lleva un identificador, este identificador permite revisar la información del fax y visualizar su contenido. El emisor podrá
además acceder al historial de operaciones e incluso solicitar testimonios notariales indicando dicho código identificador en el cliente web. 
También es posible acceder mediante el QR Code  que aparece en la portada de algunos de estos servicios de certificación.
Para garantizar la seguridad, un Fax certificado utiliza un sistema de chequeo inverso de DNS, que asegura el origen del
documento evitando la suplantación de identidades.